# Berrya cordifolia
Berrya cordifolia là một loài thực vật có hoa trong họ Cẩm quỳ. Loài này được (Willd.) Burret mô tả khoa học đầu tiên năm 1926.